# By Any Means Necessary
By Any Means Necessery – siódmy studyjny album amerykańskiego rappera Pastora Troya, wydany w 2004 roku. Album nie osiągnął takiego sukcesu jak poprzedni, mimo powodzenia promującego go singla pt. "Ridin' Big". Po słabej sprzedaży Universal Records zerwała kontrakt z Pastorem Troyem.

## Lista utworów
1. "I'm Warning Ya" — 2:13
2. "Crank Me Up" — 3:30
3. "Ridin' Big" — 3:44
4. "Atlanta" — 3:13
5. "Representin" — 3:20
6. "About to Go Down" — 3:45
7. "Off the Chain (feat. Ms.Shyneka)" — 4:14
8. "Benz (feat.Dj Mars)" — 3:20
9. "Lil Snap & Lil Killa (Interlude)" — 2:55
10. "Boys to Men (feat. Chip & 8Ball)" — 4:23
11. "Crazy (feat.Lil Will)" — 3:28
12. "Nice Change (feat. Lil Pete & Juvenile)" — 3:42
13. "Fuck Them Niggaz" — 4:02